# شارل، دوک اورلئان
شارل دو اورلئان (به فرانسوی: Charles d'Orléans) (۲۴ نوامبر ۱۳۹۴ - ۵ ژانویه ۱۴۶۵) نویسنده و شاعر قرن چهاردهم میلادی اهل فرانسه و دوک اورلئان از سال ۱۴۰۷، پس از قتل پدرش، لوئی یکم، دوک اورلئان بود. او همچنین دوک والوا، کنت بومونت سور اواز و بلوا، ارباب کوسی و وارث آستی در ایتالیا از طریق مادرش والنتینا ویسکونتی بود.
او پس از کشته شدن پدرش به دستور ژان بی‌باک، دوک بورگوندی، در سیزده سالگی به دوک‌نشین ملحق شد. در صورتی که انتظار میرفت شارل راه پدرش را در رهبری جناحش علیه بورگوندی‌ها، (یک جناح فرانسوی که از دوک بورگوندی حمایت می‌کرد)، ادامه دهد. دوم بورگوندی هرگز به خاطر نقشش در ترور لوئی مجازات نشد و شارل مجبور شد مدتی بعد شاهد تسلیم شدن مادر غمگینش والنتینا ویسکونتی به بیماری باشد. در بستر مرگ، شارل و دیگر پسران خانواده مجبور شدند سوگند سنتی انتقام قتل پدرشان را بپوشند.